# Aspicilia tuberculosa
Aspicilia tuberculosa är en lavart som först beskrevs av Erik Acharius, och fick sitt nu gällande namn av J. R. Laundon. Aspicilia tuberculosa ingår i släktet Aspicilia och familjen Megasporaceae.   Inga underarter finns listade i Catalogue of Life.